# Парламент на Канада
Парламентът на Канада (на английски: Parliament of Canada; на френски: Parlement du Canada) представлява федералната законодателна власт на Канада. Сградата се намира на Парламентарния хълм в националната столица Отава, провинция Онтарио.
Парламентът се състои от канадския монарх, представен от вицекрал, генерал-губернатор, горна камара – Сената, и долна камара – Камарата на общините (House of Commons). Всеки елемент си има свои ръководител и организация. Генерал-губернаторът призовава и назначава всеки от 105-те сенатори по препоръка на министър-председателя на Канада, докато 308-те членове на Камарата на общините (наречени членове на парламента, „MPs“) се избират пряко от канадските гласоподаватели (всеки член на Камарата представлява отделен изборен район, често наричан riding).

## Юрисдикция
Властта на Парламента на Канада е ограничена от конституцията, която разделя законодателните пълномощия между федералния и провинциалните парламенти. Провинциалните законодатели могат да приемат закони, свързани с въпроси, изрично запазени за тях от конституцията като образование, провинциални ръководители, местна власт, благотворителни институции и „въпроси от чисто местен или частен характер“, докато всички други въпроси се решават от федералното правителство. Само федералният парламент може да приема закони, свързани с пощенските услуги, преброяването на населението, военното дело, корабоплаването, риболова, валутата, банковото дело, мерките и теглилките, несъстоятелността, авторските права, патентите и натурализацията.

## Устройство
Парламентът на Канада се състои от 3 части: монарха, Сената и Камарата на общините. Всяка тях има определена роля, но работи заедно с останалите в рамките на законодателния процес. Този формат е наследен от Обединеното кралство и е почти идентично копие на парламента в Уестминстър. Само тези, които членуват в Камарата на общините, се наричат „членове на парламента“ (MPs); терминът никога не се използва за сенатори, въпреки че Сенатът е част от парламента. Въпреки че имат по-малка законодателна власт, сенаторите имат висока позиция в националния ред на старшинството. Никой човек не може да работи в повече от 1 камара в парламента по едно и също време.
Всяка от парламентарните камари е председателствана от говорител (председател); за Сената това е член на тази камара назначен от генерал-губернатора, по препоръка на министър-председателя, докато еквивалентът за Камарата на обюините е член на парламента, избран от други членове на този орган. Като цяло правомощията на последните са по-големи от тези на предишните, следвайки британския модел, горната камара се саморегулира, докато долната камара е контролирана от председателя. През 1991 г. правомощията на говорителя на Сената се разширяват, измествайки го на позиция близка на тази в Камарата на общините.
Конституционният акт от 1967 г. казва, че само генерал-губернаторът отговаря за свикването на парламента, въпреки че остава изключително право на монарха да прекратява сесията и да разпуска законодателния орган, след което листовете за общи федерални избори се пускат от генерал-губернатора в Ридо Хол. След приключването на изборите вицекралят, по препоръка на министър-председателя, издава кралска прокламация, призоваваща Парламента да се събере. На дадената дата новите членове полагат клетва и тогава заедно с връщащите се депутати се извикват в Сената, където се инструктират да изберат техния говорител и се връщат в Камарата на общините.

## Зконопроекти
Зконопроекти могат да бъдат внесени от всеки член на камерите. Повечето законопроекти произхождат от Камарата на общините, където главно се представят от министрите на Короната, правейки ги държавни законопроекти, за разлика от законопроектите на частни сенатори или депутати, които са стартирани от членове на Камарата на общините и сенатори, които не са членове на правителството. Законодателен проект може също да бъде категоризиран като публичен законопроект, ако се прилага за широката общественост, или частни законопроекти, ако се отнасят за определена личност или органичена група от хора. Всеки законопроект тогава отива през серия от етапи във всяка камара, започвайки с първо четене. На второ четене общите принципи на предложения закон се обсъждат; макар отхвърлянето също да е възможно, което не е обичайно за държавните законопроекти.
Двете камари определят предложения чрез акламация; председателстващия поставя въпрос и, след като изслушва викове като „йеа“ и „ней“ от членовете, обявява коя страна е победител. Това решение на говорителя (председателя) е окончателно, освен ако не се изиска поименно гласуване на членовете – поне 2 в Сената и 5 в Камарата на общините. Членовете на камарите гласуват, като стават на мястото си, за да бъдат преброени. Говорителят на Сената може да гласува за предложение или законопроект – въпреки че това се случва рядко, в интерес на безпристрасността – и ако няма мнозинство, предложението не се приема. В Камарата на общините говорителят не може да гласува, освен за да разчупи равенството, в който случай традиционно ще гласува в полза на статуквото. Конституцията установява кворумът да бъде от 15 сенатори от горната камара и 20 членове на долната камара, говорителят на всяка камара се зачита в рамките на финалното решение.

## Привилегии
Институцията на парламента притежава редица привилегии, известни като парламентарни привилегии, като всяка камара е пазач и администратор на свой набор от права. Парламентът сам определя степента на парламентарната привилегия, като всяка камара надзирава собствените си дела.